# Dactylispa burgeoni
Dactylispa burgeoni là một loài bọ cánh cứng trong họ Chrysomelidae. Loài này được Uhmann miêu tả khoa học năm 1931.